# Văleni (Neamţ)
Văleni é uma comuna romena localizada no distrito de Neamţ, na região de Moldávia. A comuna possui uma área de 36.90 km² e sua população era de 1759 habitantes segundo o censo de 2007.